# Bazyliszek (męczennik)
Bazyliszek, cs. Muczenik Wasilisk (zm. 22 maja ok. 308 w Komanie (Pont) – męczennik chrześcijański, święty Kościoła katolickiego i prawosławnego.

## Hagiografia
Święty Bazyliszek żył na przełomie III i IV wieku. Był bratankiem św. Teodora Tyrona. W czasie prześladowania chrześcijan, za imperatora Maksymiana Galeriusza, wraz ze św. Eutropiuszem i św. Kleonikiem przebywał w więzieniu w Amasji.
Za swoją działalność nawracania pogan na wiarę chrześcijańską, Eutropiusz i Kleonik zostali ukrzyżowani 3 marca ok. 308 roku, podczas gdy  Bazyliszka wysłano do Komany, gdzie został zamknięty w lochu.
Kiedy przygotowywał się na śmierć, we śnie miał mu się pojawić Pan Bóg obiecując męczennikowi swoją pomoc i  przepowiadając mu męczeński zgon. Bazyliszek miał wówczas prosić strażników więzienia, aby go puścili w jego rodzinne strony, by mógł pożegnać się z bliskimi. Puszczono go, ponieważ dostrzeżono jego świętość życia i dokonywane cudy.
Rządzący wówczas Agryppa, ukarawszy strażników, posłał za męczennikiem oddział wojowników. Napotkawszy powracającego Bazyliszka, magistrian (pomocnik władcy) założył mu ciężkie okowy, a nogi obuł w miedziane buty z cholewami z wbitymi w podeszwy przez gwoździe.
W drodze powrotnej do Komany, w trakcie odpoczynku, Bazyliszka przywiązano do suchego drzewa w upalny dzień. Święty modlił się do Boga. Nagle rozległ się głos z góry: Nie bój się, jestem z tobą. Ziemia zatrzęsła się i ze skały wytrysnęło źródło. Przestraszeni trzęsieniem ziemi wojownicy zwolnili męczennika. Do świętego przychodzili chorzy mieszkańcy z okolicy, którzy po jego modlitwie zostawali uzdrowieni.
Święty stanął w końcu przed Agryppą, który kazał mu złożyć ofiarę pogańskim bogom. Zaprowadzono go do świątyni, a na świętego z Nieba zszedł ogień, który spalił przygotowany ołtarz, a stojących na nim idoli miał zetrzeć w proch. Agryppa polecił wówczas ściąć świętemu głowę, a ciało jego rzucić do rzeki. Miało to miejsce 22 maja ok. 308 roku.
Chrześcijanie wykupili ciało męczennika i w nocy potajemnie pogrzebali na zaoranym polu. Przez pewien czas na tym miejscu stał kościół pod wezwaniem świętego Bazyliszka, do którego przeniesiono relikwie. Dzięki modlitwom o wstawiennictwo świętego zaczęły dokonywać się uzdrowienia. Legenda głosi, że święty Bazyliszek pojawił się tuż przed śmiercią samemu św. Janowi Chryzostomowi. Miał wówczas powiedzieć: Jutro będziemy razem.
Świadectwo życia świętego męczennika Bazyliszka przekazał światu naoczny świadek jego cierpień, święty Eusygniusz.

## Kult
Rzymskie Martyrologium tak wspomina trójkę świętych pod datą 3 marca: Również św. Kleonikusa, Eutropiusza i Bazylizeusza, Żołnierzy, którzy zwyciężyli chwalebnie prześladowanie maksymiańskie z czasów namiestnika Asclepiadesa przez śmierć na krzyżu.
Wspomnienie liturgiczne św. Bazyliszka obchodzone jest w Kościele katolickim i Cerkwi prawosławnej dwukrotnie:
- w katolickim:
  - 3 marca, razem ze świętymi: Eutropiuszem i Kleonikiem, w dzień ich śmierci
  - 22 maja w dzień śmierci Bazyliszka
- w prawosławnym:
  - 3/16 marca[d], tj. 16 marca (śmierć braci)
  - 22 maja/4 czerwca, tj. 4 czerwca według kalendarza gregoriańskiego (śmierć św. Bazyliszka)

### Ikonografia
W ikonografii męczennicy przedstawiani są razem. W prawych rękach trzymają krzyże, w lewych skierowane ostrzem w dół miecze. Stojący zwykle pośrodku Bazyliszek jest bezbrodym młodzieńcem. Kleonik ma brodę dłuższą niż Eutropiusz.